# Bévougané
Bévougané est un village du département et la commune rurale de Niégo, situé dans la province de l’Ioba et la région du Sud-Ouest au Burkina Faso.

## Géographie

### Situation et environnement
Bankandi se trouve à 4 km au sud-est d’Oronkua et à environ 10 km au nord de Dano, le chef-lieu provincial.

### Démographie
- En 2006, le village comptait 714 habitants recensés, dont 48,2 % de femmes[1].